# Wolfgang Uhlmann
Wolfgang Uhlmann (29. března 1935, Drážďany – 24. srpna 2020, Drážďany) byl německý šachový velmistr, nejúspěšnější šachista v historii Východního Německa, jehož mistrovství vyhrál jedenáctkrát. Svého nejlepšího umístění v bojích o světové prvenství dosáhl v roce 1971, kdy nastoupil v zápasech kandidátů, již v prvním kole však byl vyřazen Bentem Larsenem, se kterým prohrál 3,5:5,5. Byl velkým znalcem a propagátorem Francouzské obrany a především její Winawerovy varianty.
V roce 2012 se zúčastnil utkání Sněženky a machři, které pořádala Pražská šachová společnost v Poděbradech. Podle ChessBase byla partie osmého kola Kašlinská–Uhlmann nejkrásnější partií zápasu, když Uhlmannovův výkon dal vzpomenout na hru mladého Michaila Tala.

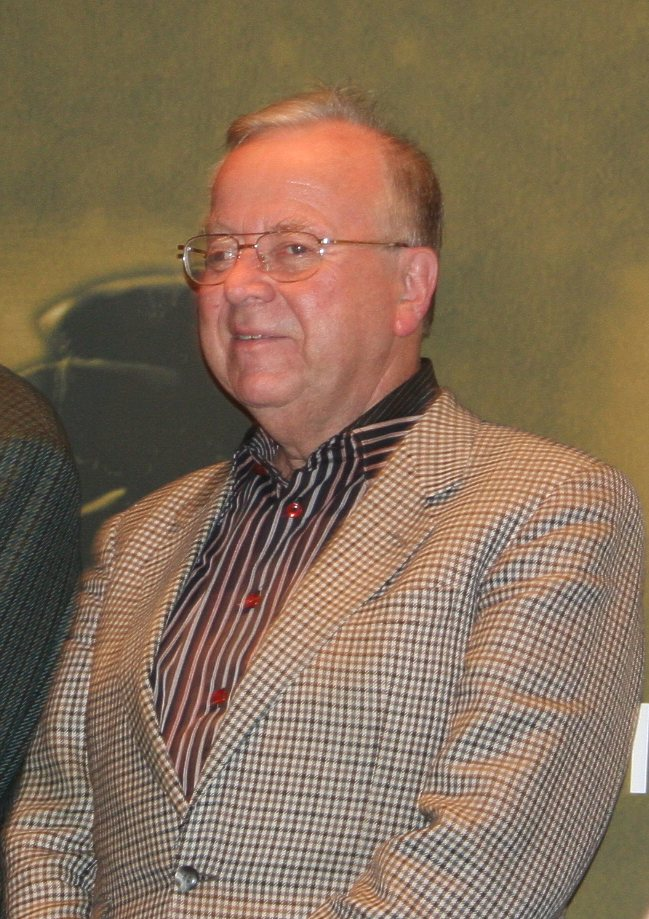
Velmistr Uhlmann (2005)